# Atlapetes
Atlapetes is een geslacht van zangvogels uit de familie Passerellidae (Amerikaanse gorzen). Het geslacht telt  34 soorten.

## Soorten
- Atlapetes albiceps  – Witkopstruikgors
- Atlapetes albinucha  – Witnekstruikgors
- Atlapetes albofrenatus  – Witbaardstruikgors
- Atlapetes blancae  – Antioquiastruikgors
- Atlapetes canigenis  – Grijze struikgors
- Atlapetes citrinellus  – Zwartbaardstruikgors
- Atlapetes crassus  – Donkere struikgors
- Atlapetes flaviceps  – Goudkopstruikgors
- Atlapetes forbesi  – Apurímacstruikgors
- Atlapetes fulviceps  – Bruinbaardstruikgors
- Atlapetes fuscoolivaceus  – Roetkopstruikgors
- Atlapetes latinuchus  – Geelborststruikgors
- Atlapetes leucopis  – Brilstruikgors
- Atlapetes leucopterus  – Witvleugelstruikgors
- Atlapetes luteoviridis – Geelgroene struikgors
- Atlapetes melanocephalus  – Santa-martastruikgors
- Atlapetes melanolaemus  – Zwartkeelstruikgors
- Atlapetes melanopsis  – Zwartbrilstruikgors
- Atlapetes meridae  – Méridastruikgors
- Atlapetes nationi  – Roestbuikstruikgors
- Atlapetes nigrifrons  – Zwartvoorhoofdstruikgors
- Atlapetes pallidiceps  – Bleekkopstruikgors
- Atlapetes pallidinucha  – Bleeknekstruikgors
- Atlapetes personatus  – Tepuistruikgors
- Atlapetes pileatus  – Roodkapstruikgors
- Atlapetes rufigenis  – Roodoorstruikgors
- Atlapetes rufinucha  – Roodnekstruikgors
- Atlapetes schistaceus  – Grijsborststruikgors
- Atlapetes seebohmi  – Roodkruinstruikgors
- Atlapetes semirufus  – Okerborststruikgors
- Atlapetes taczanowskii – Taczanowski's struikgors
- Atlapetes terborghi  – Vilcabambastruikgors
- Atlapetes tibialis  –  Geeldijstruikgors
- Atlapetes tricolor  – Driekleurige struikgors